# Taça Paulistana de Futebol Feminino de 2024
A Taça Paulistana de Futebol Feminino de 2024, oficialmente Taça Paulistana Petrobras de Futebol Feminino de 2024 por questões de patrocínio, foi a 1.ª edição da Taça Paulistana de Futebol Feminino, um torneio estadual de futebol feminino organizado pela Federação Paulista de Futebol (FPF) disputado entre 5 de outubro a 16 de novembro de 2024, após a última rodada da fase classificatória do Campeonato Paulista de Futebol Feminino de 2024.
O Marília foi o campeão ao superar o EC São Bernardo nas finais.

## Formato e participantes
A Taça Paulistana de Futebol Feminino de 2024 teve cinco rodadas na fase classificatória, com todos os times se enfrentando, seguida de uma fase final com jogos de ida e volta. Os dois melhores da fase inicial avançaram para as finais, que foram disputadas nos dias 10 e 16 de novembro. O torneio contou com a partição dos clubes Centro Olímpico, Realidade Jovem, Pinda, EC São Bernardo, Mauaense, e Marília.

## Primeira Fase
A primeira fase foi disputada por pontos corridos, com os seguintes critérios de desempates sendo adotados em caso de igualdades:
1. Número de vitórias;
2. Saldo de gols;
3. Gols pró (marcados);
4. Menor número de cartões vermelhos;
5. Menor número de cartões amarelos;
6. Sorteio.

### Tabela de Classificação
| Pos | Equipe          | Pts | J | V | E | D | GP | GC | SG  | Classificado |
| --- | --------------- | --- | - | - | - | - | -- | -- | --- | ------------ |
| 1   | Marília         | 11  | 5 | 3 | 2 | 0 | 16 | 4  | +12 | Fase final   |
| 2   | EC São Bernardo | 10  | 5 | 3 | 1 | 1 | 12 | 4  | +8  | Fase final   |
| 3   | Realidade Jovem | 8   | 5 | 2 | 2 | 1 | 10 | 4  | +6  |              |
| 4   | Centro Olímpico | 6   | 5 | 1 | 3 | 1 | 3  | 3  | 0   |              |
| 5   | Pinda           | 4   | 5 | 1 | 1 | 3 | 11 | 10 | +1  |              |
| 6   | Mauaense        | 1   | 5 | 0 | 1 | 4 | 1  | 28 | −27 |              |

### Partidas

##### Primeira rodada
| 5 de outubro Jogo 1 | Centro Olímpico | 1–1          | Mauaense    | São Paulo                                      |  |
| 15:00               | Júlia 13'       | Súmula (FPF) | 24' Pérolla | Estádio: CERET Árbitra: SP Adeli Mara Monteiro |  |

| 5 de outubro Jogo 2 | Realidade Jovem   | 1–1                        | Marília             | São José do Rio Preto                                                                          |  |
| 15:00               | Miriele Luane 53' | Súmula (FPF) Borderô (FPF) | 7' Giovana Cristina | Estádio: João Mendes Athayde Público: 100 Renda: R$ 0,00 Árbitra: SP Talita Ximenes de Freitas |  |

| 5 de outubro Jogo 3 | Pinda                         | 2–2                        | EC São Bernardo                   | Pindamonhangaba                                                                                                  |  |
| 10:00               | Gabi 23' · Raquel Rabello 70' | Súmula (FPF) Borderô (FPF) | 76' (g.c.) Bruna · 90+2' Luaninha | Estádio: Dr. Antônio Pinheiro Júnior Público: 50 Renda: R$ 0,00 Árbitra: SP Fernanda dos Santos Ignacio de Souza |  |

##### Segunda rodada
| 11 de outubro Jogo 4 | Marília | 0–0          | Centro Olímpico | Marília                                                     |  |
| 18:00                |         | Súmula (FPF) |                 | Estádio: Abreuzão Árbitro: SP Pedro Henrique Alves de Paula |  |

| 12 de outubro Jogo 5 | Mauaense | 0–5          | Pinda                                                              | Mauá                                                       |  |
| 15:00                |          | Súmula (FPF) | 9', 66', 83' Lidiane de Oliveira · 36' Raquel Rabello · 88' Sibele | Estádio: Pedro Benedetti Árbitra: SP Ariana Manfredi Leite |  |

| 13 de outubro Jogo 6 | EC São Bernardo                        | 2–0          | Realidade Jovem | Itaquaquecetuba                                                                          |  |
| 11:00                | Thaís Gabrielle 53' · Amanda Gomes 75' | Súmula (FPF) |                 | Estádio: Ildeu Silvestre do Carmo Árbitra: SP Ana Caroline D’Eleutério de Sousa Carvalho |  |

##### Terceira rodada
| 18 de outubro Jogo 7 | Marília                 | 2–1          | EC São Bernardo              | Marília                                              |  |
| 18:00                | Andiara 62' · Evila 72' | Súmula (FPF) | 90+5' (pen.) Thaís Gabrielle | Estádio: Abreuzão Árbitro: SP Danilo Ricardo Salgado |  |

| 19 de outubro Jogo 8 | Realidade Jovem                                                                                           | 6–0                        | Mauaense | São José do Rio Preto                                                                          |  |
| 15:00                | Rayane 10' · Gabriela Jordi 38' · Miriele Luane 67' (pen.) · Naely Araújo 73' · Nicoly Rodrigues 75', 85' | Súmula (FPF) Borderô (FPF) |          | Estádio: João Mendes Athayde Público: 100 Renda: R$ 0,00 Árbitra: SP Talita Ximenes de Freitas |  |

| 19 de outubro Jogo 9 | Pinda       | 1–2                        | Centro Olímpico           | Pindamonhangaba                                                                               |  |
| 10:00                | Helen 90+2' | Súmula (FPF) Borderô (FPF) | 13' Beatrys · 73' Bárbara | Estádio: Dr. Antônio Pinheiro Júnior Público: 40 Renda: R$ 0,00 Árbitro: SP Michel de Camargo |  |

##### Quarta rodada
| 30 de outubro Jogo 10 | Mauaense | 0–6          | EC São Bernardo                                                                   | Mauá                                                          |  |
| 15:00                 |          | Súmula (FPF) | 52', 81', 87' Thaís Gabrielle · 56' (g.c.) Kauane · 60' Ana Flávia · 71' Luaninha | Estádio: Pedro Benedetti Árbitra: SP Jéssica Aparecida Milani |  |

| 26 de outubro Jogo 11 | Pinda                                 | 2–3                        | Marília                         | Pindamonhangaba                                                                                      |  |
| 10:00                 | Raquel Rabello 20' · Maíza 66' (g.c.) | Súmula (FPF) Borderô (FPF) | 31', 60' Kettilen · 45+2' Carol | Estádio: Dr. Antônio Pinheiro Júnior Público: 50 Renda: R$ 0,00 Árbitra: SP Jéssica Aparecida Milani |  |

| 26 de outubro Jogo 12 | Centro Olímpico | 0–0          | Realidade Jovem | São Paulo                                                             |  |
| 15:00                 |                 | Súmula (FPF) |                 | Estádio: CERET Árbitra: SP Ana Caroline D’Eleutério de Sousa Carvalho |  |

##### Quinta rodada
| 2 de novembro Jogo 13 | Marília | 10–0         | Mauaense | Marília                                               |  |
| 15:00                 | Carol 5' · Maíza 17' (pen.) · Mayara 23' · Giovana Cristina 27', 42', 44', 82' · Júlia 35' · Gi 59' · Letícia 85' | Súmula (FPF) |          | Estádio: Abreuzão Árbitro: SP Nelson Marques da Silva |  |

| 2 de novembro Jogo 14 | Realidade Jovem                            | 3–1                        | Pinda                   | São José do Rio Preto                                                                               |  |
| 15:00                 | Gabriela Jordi 15', 80' · Naely Araújo 46' | Súmula (FPF) Borderô (FPF) | 89' Lidiane de Oliveira | Estádio: João Mendes Athayde Público: 200 Renda: R$ 0,00 Árbitra: SP Roberta Alessandra Maia Soares |  |

| 2 de novembro Jogo 15 | EC São Bernardo | 1–0          | Centro Olímpico | Itaquaquecetuba                                                     |  |
| 15:00                 | 39' Giovanna    | Súmula (FPF) |                 | Estádio: Ildeu Silvestre do Carmo Árbitra: SP Ariana Manfredi Leite |  |

## Fase final

### Final
| 10 de novembro | EC São Bernardo                                                | 3–2          | Marília                     | Itaquaquecetuba                                                        |  |
| 11:00          | Amanda Gomes 8' · Fran 15' (g.c.) · Thaís Gabrielle 54' (pen.) | Súmula (FPF) | 38', 45+1' Giovana Cristina | Estádio: Ildeu Silvestre do Carmo Árbitra: SP Jéssica Aparecida Milani |  |

| 16 de novembro | Marília                           | 2–0 (4–3 agr.) | EC São Bernardo | Marília                                                 |  |
| 16:00          | Kettilen 50' · Maíza 90+3' (pen.) | Súmula (FPF)   |                 | Estádio: Abreuzão Árbitra: SP Talita Ximenes de Freitas |  |

## Premiação
| Taça Paulistana de Futebol Feminino de 2024 |
| Marília                                     |
| ------------------------------------------- |
| MARÍLIA Campeão (1.º título)                |

## Estatísticas

### Artilharia
| Pos. | Jogadora            | Equipe          | Gols |
| ---- | ------------------- | --------------- | ---- |
| 1    | Giovana Cristina    | Marília         | 7    |
| 2    | Thaís Gabrielle     | EC São Bernardo | 6    |
| 3    | Lidiane de Oliveira | Pinda           | 4    |
| 4    | Raquel Rabello      | Pinda           | 3    |
| 4    | Gabriela Jordi      | Realidade Jovem | 3    |
| 4    | Kettilen            | Marília         | 3    |
| 6    | Luaninha            | EC São Bernardo | 2    |
| 6    | Amanda Gomes        | EC São Bernardo | 2    |
| 6    | Miriele Luane       | Realidade Jovem | 2    |
| 6    | Naely Araújo        | Realidade Jovem | 2    |
| 6    | Nicoly Rodrigues    | Realidade Jovem | 2    |
| 6    | Carol               | Marília         | 2    |
| 6    | Maíza               | Marília         | 2    |

### Hat-tricks
| Jogadora            | Clube           | Adversário | Placar  | Data          | Ref.  |
| ------------------- | --------------- | ---------- | ------- | ------------- | ----- |
| Lidiane de Oliveira | Pinda           | Mauaense   | 0–5 (F) | 12 de outubro | [ 5 ] |
| Thaís Gabrielle     | EC São Bernardo | Mauaense   | 0–6 (F) | 30 de outubro | [ 6 ] |

### Poker-tricks
| Jogadora         | Clube   | Adversário | Placar  | Data          | Ref.  |
| ---------------- | ------- | ---------- | ------- | ------------- | ----- |
| Giovana Cristina | Marília | Mauaense   | 8–1 (C) | 2 de novembro | [ 7 ] |